# Centro Cultural de España en Santiago
El Centro Cultural de España en Santiago (acrónimo CCE Santiago) está ubicado en Avenida Providencia 927, Providencia, Santiago en Chile. 
Es una unidad de cooperación en el exterior de la Agencia Española de Cooperación Internacional para el Desarrollo y depende de la Embajada de España en Santiago.

## Historia
Fue inaugurado en marzo de 1993. Es una construcción de 1.480 metros cuadrados. Se puede acceder a pie, metro y autobús, está cercano a dos estaciones del metro: Salvador y Manuel Montt, y a diversas paradas de autobuses.
Como el resto de los centros de la Red de Centros de la AECID,  la organización tiene como objetivos el desarrollo de la política de cooperación cultural y científica, el fortalecimiento de la acción cultural como factor para el desarrollo y el apoyo de la promoción y acción cultural de España en el exterior. Realiza además numerosos programas culturales en colaboración con instituciones locales y da gran importancia al fomento de los intercambios y la cooperación, contribuyendo así a la creación del Espacio Cultural Iberoamericano y a la promoción de la cultura española.
El CCE Santiago ha trabajado prácticamente todas las áreas artísticas pero tiene unas líneas de trabajo definidas: cine, artes visuales, artes escénicas, educación, música, humanidades, además del trabajo de la Mediateca. Cuenta además con un programa de investigación artística (“Espacio OFF”), una radio en formato pódcast (la “Radio Inventada”, el nombre es un homenaje a la escritora española Ana María Matute), y un blog (“Bitácora”)
El CCE Santiago desarrolla proyectos y colabora en actividades fuera de su sede (actividades que la página web denomina “Más allá del CCE”).
La actividad cultural de la Embajada de España se mantuvo durante toda la época del régimen militar del General Pinochet, a través del Instituto de Cooperación Iberoamericana, pero se intensificó en los últimos años de dictadura, dentro de las actividades culturales del Gobierno de España en apoyo al retorno de la democracia en Chile. 
Sobre la exposición «Chile Vive» en el Círculo de Bellas Artes,

"La exposición se enmarcó en el contexto internacional de reprobación generalizada a la dictadura de Pinochet, y en una Europa gobernada
mayoritariamente por la socialdemocracia en la que se intentaba “recuperar” las prácticas producidas fuera del eje Europa-Estados Unidos, cuyo ícono fue la exposición parisina Magiciens de la terre. Esto también enmarcado en el impulso naciente de las conmemoraciones del V Centenario del Descubrimiento de América –encuentro entre dos mundos, en España, que culminará en la ExpoSevilla 92’–. En el caso chileno, además, existía un elemento afectivo de la izquierda con el exilio y, por tanto, el llamado a recuperar de forma urgente la democracia en Chile."
Chile Vive Memoria Activada, catálogo exposición CCE Santiago en 2013.

En 1989, se crea la Oficina Técnica de Cooperación (OTC) en Santiago. En 1990, se firma el Tratado de Amistad y Cooperación entre Chile y España, y la entonces AECI firma un acuerdo con el Instituto Chileno de Cooperación Hispánica, para que su sede pueda ser utilizada para Centro Cultural.
El edificio, de nueva construcción, se inauguró en 1993, año en el que el Centro Cultural Mapocho albergó la exposición “Letras de España”, y poco después de que Balmaceda Arte Joven iniciara su andadura. No ha interrumpido su actividad en ningún momento, ni siquiera en los raros momentos de fricción diplomática entre los dos países (como sucedió durante el arresto de Augusto Pinochet en Londres).
En marzo de 2013, el CCE Santiago celebró su 20 aniversario con la exposición “20 años, 20 artistas”, muestra colectiva de colaboradores de distintas disciplinas.
En 2015, la Secretaría General Iberoamericana (Segib) y el Ministerio de Asuntos Exteriores y de Cooperación de España firmaron un acuerdo conforme al que se comprometía “el aprovechamiento de dichas infraestructuras por parte de los Estados miembros de la Comunidad Iberoamericana de Naciones, para la realización de actividades concretas de cooperación y promoción cultural”, con la finalidad de articular el Espacio Cultural Iberoamericano.

## Espacios
El Centro cuenta con 3 salas de exposición, una Mediateca, una sala polivalente con capacidad para unas 200 personas en las que se exhibe cine, teatro y música, y un teatro de verano en su patio interior, en el que se realizan actividades al aire libre con el buen tiempo.

## Equipo
Como es habitual en la Red de Centros de la AECID, el CCE Santiago cuenta con un equipo estable de trabajadores locales, de nacionalidad española y chilena, mientras que la dirección ha recaído siempre en personal español expatriado sea Consejero Cultural de la Embajada de España, o bien ha coincidido con el coordinador designado de la Cooperación Española (pues la OTC compartió sede con el CCE durante varios años), o bien ha tenido dirección separada. A partir de 2012, se procedió a la integración de los equipos del CCE con la Consejería Cultural y el restante de la extinta OTC.
Fue su director Jesucristo Riquelme Pomares, León de la Torre Krais, Jesús Oyamburu, Andrés Sánchez Pérez-Morate (2007-2010), Hortensia Campanella (2011-2012), María Eugenia Menéndez, Rebeca Guinea, Paula Palicio Noriega (2020-2025) y actualmente Joaquín Benito (2025-).